# Arakiïta
L'arakiïta és un mineral de la classe dels arsenats. Rep el seu nom del Dr. Takaharu Araki (1929-2004), professor de la Universitat de Chicago, per les seves múltiples determinacions d'estructures cristal·lines i per la seva contribució a la mineralogia.

## Característiques
L'arakiïta és un arsenat de fórmula química (Zn,Mn2+)(Mn2+,Mg)₁₂(Fe3+,Al)₂(As5+O₄)₂(As3+O₃)(OH)23. Cristal·litza en el sistema monoclínic formant cristalls compostos per prismes i piràmides, de fins a 2 mil·límetres, i en forma de crostes. La seva duresa a l'escala de Mohs es troba entre 3 i 4.
Segons la classificació de Nickel-Strunz, l'arakiïta pertany a «08.BE: Fosfats, etc. amb anions addicionals, sense H₂O, només amb cations de mida mitjana, (OH, etc.):RO₄ > 2:1» juntament amb els següents minerals: augelita, grattarolaïta, cornetita, clinoclasa, arhbarita, gilmarita, allactita, flinkita, raadeïta, argandita, clorofoenicita, magnesioclorofoenicita, gerdtremmelita, dixenita, hematolita, kraisslita, mcgovernita, turtmannita, carlfrancisita, synadelfita, holdenita, kolicita, sabelliïta, jarosewichita, theisita, coparsita i waterhouseïta.

## Formació i jaciments
Es troba com a component de les estalactites i les crostes de les parets de les coves que contenen dipòsits de guano. Sol trobar-se associada a altres minerals com: bifosfamita, aftitalita, halita, singenita, estercorita, oxammita, weddel·lita, whitlockita, guanina, newberyita, calcita o mundrabil·laïta. Només se n'ha trobat a Långban (Värmland, Suècia), la seva localitat tipus.